# Sacellum Augustalium

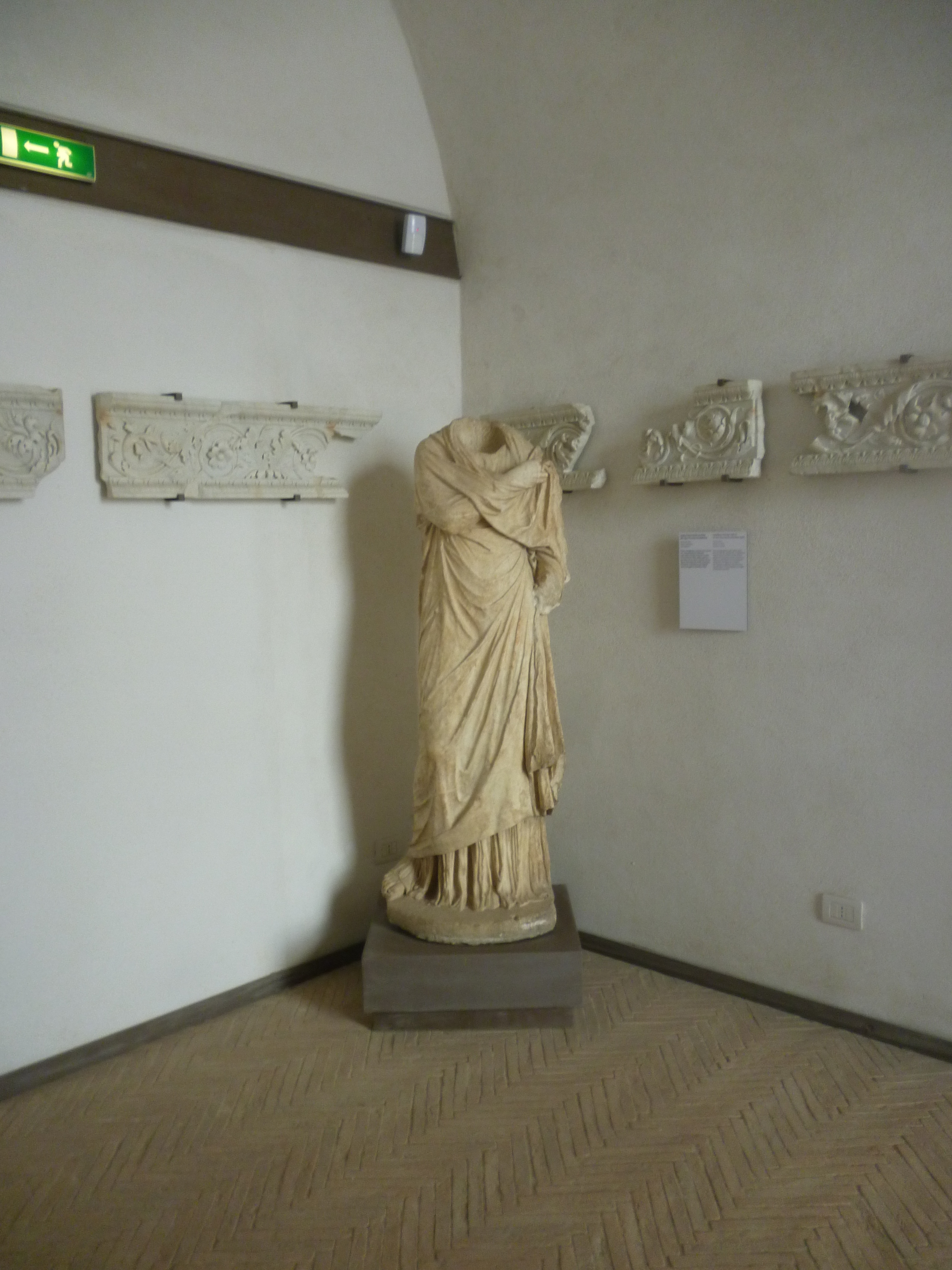
Vrouwenfiguur uit het Sacellum Augustalium in Miseno. Archeologisch museum in het Castello Aragonese (Baia)

Het Sacellum Augustalium of Heiligdom der Augustales (1e eeuw) was een Romeinse tempel. Het stond in Misenum of in het Italiaans Miseno, een plaats in de metropolitane stad Napels, in de Zuid-Italiaanse regio Campania. Het heiligdom diende voor de verering van keizer Augustus. Priesters genaamd de Augustales stonden in voor de cultus.

## Historiek
Het heiligdom werd gebouwd in de 1e eeuw, reeds tijdens het leven van keizer Augustus. Midden de 2e eeuw, tijdens de regering van keizer Marcus Aurelius, vond een uitbreiding van de tempel plaats. Cassia Victoria, echtgenoot van Lucius Laecanius Primitivus, een Augustalis priester, was verantwoordelijk voor de uitbouw. Zo bestond het heiligdom uit drie zalen naast elkaar. De zijmuren en de basis bestonden uit rotswand in tufsteen; de rest was metselwerk. De middelste zaal had een altaartafel. Voor het heiligdom stond een vestibulum of voorhof met een mozaïek. De wanden van de zalen waren bekleed met marmeren platen.
Eind 2e eeuw stortte het Sacellum Augustalium in ten gevolge van een aardbeving.
Het werd herontdekt tijdens een archeologische opgraving in 1967. Door het opgraven van standbeelden trok de tempelsite de aandacht. Beelden van de keizers Vespasianus, Nerva en Titus kwamen boven, alsook van Apollo, Venus en Asclepios en vrouwenfiguren. Kleinere beelden van dolfijnen versierden eveneens de tempel. Deze beelden zijn tentoongesteld in het archeologisch museum van het Castello Aragonese in het nabije Baia.